# 你好，神枪手
《你好，神枪手》是一部热血竞技青春甜宠剧，由天浩盛世、猫眼娱乐、玩嘉娱乐联合出品，导演刘一志执导，并且由胡一天、邢菲、马思超、罗秋韵领衔主演，牛超、鹿骐、郑伊鸣、祝子杰主演，贾青、王东、师铭泽特别出演，沙宝亮特邀出演。该剧于2022年2月2日腾讯视频独家播出，臺灣由iQIYI國際版自2月2日首播。

## 播放平台
| 頻道     | 所在地   | 日期         | 時間 | 備註 |
| 腾讯视频 | 中国     | 2022年2月2日 |      | 独播 |
| IQIYI    | 中華民國 | 2022年2月2日 |      | 首播 |

## 演員表

### 主要演員
| 演員   | 角色   | 简介 |
| 胡一天 | 沈清源 | 射擊隊的王牌選手兼隊長 24歲，天蠍座。跟唐心是高中同學、初戀情侶，因後來出了車禍，選擇性失憶導致他遺忘了關於唐心的所有事情，後來遇見唐心，他卻不明白兩人明明是第一次見面，為何她能輕易影響自己的射擊狀態，因此陷入射擊跟唐心之間的掙扎。喜歡唐心，並再次交往。 |
| 邢菲   | 唐心   | 銳直播的女主播 23歲，處女座。跟沈清源是高中同學、初戀情侶，但後來沈清源突然消失，使唐心再次見到他時，以為他是故意不提以前的事，後來知道沈清源失憶，也決定不要告訴他他們的過往，即使如此，她本身的存在還是能輕易影響到沈清源。喜歡沈清源，並再次交往。         |
| 马思超 | 杜凌枫 | 射击运动员、凌達集團繼承人 25岁，狮子座、撩妹达人，“热搜买房”体质 喜歡石小辭，後與其交往。 |
| 罗秋韵 | 石小辞 | 射击运动员 22岁，处女座 沈清源混合团体搭档，技术高超，漂亮灑脱 後來喜歡上杜凌楓，與其交往。 |

### 其他演員
| 演員   | 角色   | 简介 |
| 牛超   | 江一天 | 射击运动员 23岁，沈清源的队友兼忠实追随者，性格欢脱 在迷恋纸片人的过程中总结出了一整套“恋爱宝典”，致力成为沈清源的恋爱引路人 至今还是母胎单身                                                 |
| 鹿骐   | 杨舟   | 射击运动员 23岁，江一天的好基友，憨厚呆萌，因成绩始终处于队内中游，所以寄望于许多玄学，而玄学成了他衡量万事万物的尺度                                                                         |
| 郑伊鸣 | 陈海   | 射击运动员 27岁，沈清源的队友及前辈，家境贫塞，为人孤傲 多年前有过短暂的成绩辉煌，但随后并未再有突破 沈清源进队后，只能屈居队内老二，因此颇为敌视沈清源，後因得到沈清源幫助所以真心認可沈清源 |
| 祝子杰 | 唐立奇 | 理工宅男 21岁，唐心亲弟弟 大学主修计算机，后进入锐直播成为前台程序 射击游戏迷，看起来木木讷讷，却是个护姐狂和沈清源的铁粉                                                                     |
| 阳兵卓 | 張岩   | |
| 施羽   | 唐父   | |
| 王建新 | 杜維明 | 凌達集團董事長，杜凌楓的父親 |
| 樊治欣 | 小趙   | |
| 许榕真 | 沈母   | |

### 特别出演
| 演員   | 角色   | 简介 |
| 林鹏   | 丁芳   | 知名心理咨询师 35岁，自带中央空调感的职场女强人 在射击队任运动心理学医师，亲切温柔、专业能力过硬，是大男孩们眼中的“魅力姐姐” 在留学过程中结识学长周祖光并与其恋爱结婚，三年后两人便分居 |
| 王东   | 周祖光 | 锐直播公司高管 36岁，KPI至上的失意中年 媒体人出身，为人理性到不近人情 在留学过程中结识了学妹丁芳并与其恋爱结婚，三年后两人便分居                                                        |
| 师铭泽 | 周越   | 東南省隊隊長，嫉妒沈清源技術高超卻時常一副目中無人的樣子，所以常想方設法設計他。 |
| 沙宝亮 | 張教練 | 海雅射擊隊教練。 |
| 孔琳   | 唐母   | |

## 电视剧歌曲
| 曲序 | 曲目                         | 演唱          |
| ---- | ---------------------------- | ------------- |
| 1.   | 唯一的光（主題曲）           | 劉宇寧        |
| 2.   | 連鎖（片尾曲）               | 陳卓璇        |
| 3.   | 不平凡的愛（插曲）           | 鄭人予/徐藝洋 |
| 4.   | 悲傷是你，歡喜也是你（插曲） | 王凱玉        |
| 5.   | 都值得（插曲）               | 張瑋          |
| 6.   | 昨天的事（插曲）             | 冒朋呈        |
| 7.   | Holiday（插曲）              | 免子牙        |
| 8.   | Everybody Knows（插曲）      | 薄何/李星彤   |
| 9.   | 海的女兒（插曲）             | 王韵韵        |